# تیم ملی فوتبال واتیکان
تیم ملی فوتبال واتیکان (ایتالیایی: Selezione di calcio della Città del Vaticano) یک تیم فوتبال است که نماینده واتیکان بوده و تحت کنترل فدراتسیونه واتیکانزه جوئوکو کاچو (Federazione Vaticanese Giuoco Calcio) که در کورتیله در سن داماسوی (Cortile di San Damaso) واتیکان قرار دارد، می‌باشد. اتحادیه فوتبال واتیکان در سال ۱۹۷۲ تأسیس شد. ریاست کنونی آن را دومنیکو روجریو بر عهده دارد. جانفراکو گوادنیولی، یک ایتالیایی، سرمربی کنونی این تیم است. در گذشته جووانی تراپاتونی برای این تیم مربیگری کرده‌است. نخستین بازی او به عنوان مربی در ۲۳ اکتبر ۲۰۱۰، وقتی که تیم واتیکان در برابر تیمی متشکل از پلیس مالی ایتالیا بازی می‌کرد، انجام شد. این تیم نخستین بازی‌اش را در سال ۱۹۸۵ در برابر نماینده‌ای از روزنامه‌نگاران اتریشی انجام داد که در آن سه بر صفر پیروز شد.